# Estanys de Baiau
Estanys de Baiau je par jezera u Kataloniji (Španjolska) otprilike 1 kilometar od granice s Andorom. Jezera su okružena s nekoliko značajnih pirinejskih planina, uključujući Pic de Baiau i Coma Pedrosa — najvišu planinu u Andori — na istoku, te Pic de Sanfonts na jugu. Oba jezera istječu preko potoka Riu de Baiau, pritoka Barranc d'Arcalísa.
Pješačka staza GR 11 prati sjevernu stranu jezera, prolazi pored Refugi de Baiau, nakon čega se odvaja na GR11.1 idući lakšom stazom sjeverno od Pic de Comapedrosa, ili GR11 za strmi uspon od 300 m uz labavo kamenje do Port de Baiau na 2800 m gdje postoji sporedna staza do vrha Pic de Comapedrosa, a alternativna je lakša pješačka staza do Arinsala koja prolazi pored Refugi de Comapedrosa.